# La Mort aux enchères
Pour plus de détails, voir Fiche technique et Distribution.
La Mort aux enchères (Still of the Night) est un film américain de Robert Benton sorti en 1982.

## Synopsis
Un antiquaire et curateur dans une prestigieuse salle de ventes de New York, George Bynum, est retrouvé égorgé dans sa voiture. Depuis 2 ans, Bynum était le patient du psychiatre Sam Rice, auquel il avait parlé de sa liaison avec Brooke Reynolds, une belle et mystérieuse jeune femme qu'il avait engagée comme assistante. Il avait aussi raconté un cauchemar où il se voyait menacé dans une maison étrange, par une fillette. Tandis que les soupçons de l'inspecteur Vitucci se portent sur Brooke, Rice est partagé entre une certaine méfiance à l'égard de la jeune femme et l'intérêt passionné qu'il éprouve pour elle...il va mener l'enquête à ses risques et périls.

## Fiche technique
- Titre original : Still of the Night
- Réalisation : Robert Benton
- Scénario : Robert Benton, d'après une histoire de Robert Benton et David Newman
- Musique : John Kander
- Directeur de la photographie : Néstor Almendros
- Pays :  États-Unis
- Date de sortie en salles : 19 novembre 1982 (États-Unis), 26 janvier 1983 (France)
- Film interdit en salles aux moins de 12 ans en France
- Affiche : Jouineau Bourduge (France)

## Distribution
- Roy Scheider (VF : Patrick Floersheim) : le docteur Sam Rice
- Meryl Streep (VF : Annie Sinigalia) : Brooke Reynolds
- Jessica Tandy (VF : Jacqueline Porel) : Grace Rice
- Joe Grifasi (VF : Jacques Deschamps) : Joseph Vitucci
- Sara Botsford (VF : Annie Balestra) : Gail Philips
- Josef Sommer (VF : William Sabatier) : George Bynum
- Frederikke Borge (VF : Monique Thierry) : Heather Wilson

## Autour du film
- Meryl Streep retrouve le réalisateur Robert Benton trois ans après Kramer contre Kramer.